# Mario Caccia
Mario Caccia (Busto Arsizio, 22 giugno 1920 – ...) è stato un calciatore italiano, di ruolo attaccante.

## Carriera
Il primo club nel quale milita è la Pro Patria militante in Serie C. Passa quindi al Pisa in Serie B dove raccoglie 3 presenze. Nel 1941 passa al Lecce, dove raccoglie 2 presenze.
Nel 1942 si accasa allo Sparta Novara prima di interrompere ogni attività per motivi bellici.
Nell'immediato dopoguerra milita dapprima nell'Omegna per poi passare nel 1946 all'Inter dove esordisce in Serie A il 22 settembre contro la Fiorentina, nell'incontro terminato 3-3. In questa stagione raccoglie 5 presenze segnando una rete.
Nel 1947 ritorna all'Omegna, per poi chiudere con la maglia del Saronno.